# مادة ذات مواءمة حيوية

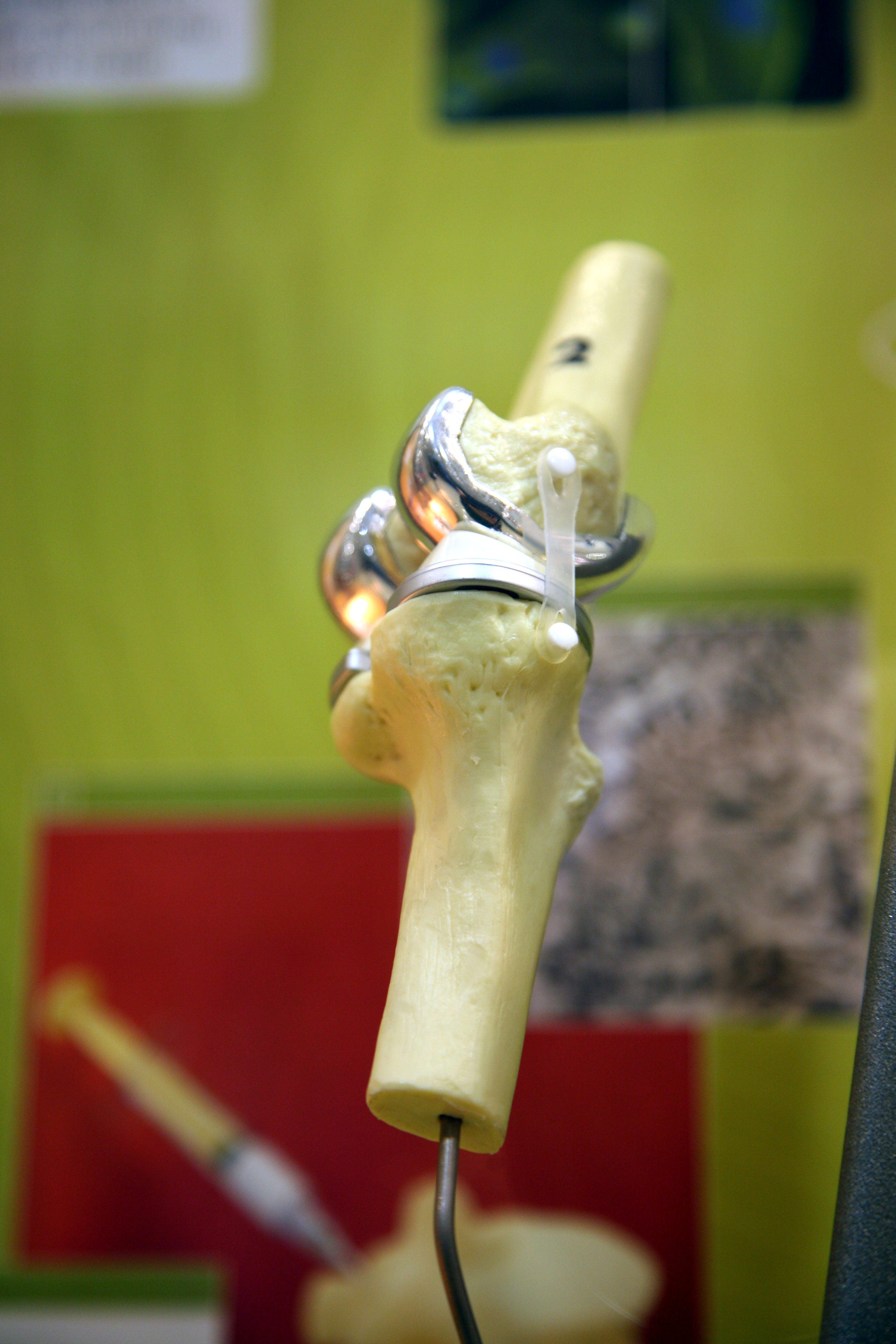

في الجراحة، تكون المادة ذات المواءمة الحيوية (يطلق عليها في بعض الأحيان اختصارًا اسم المادة الحيوية) هي مادة تركيبية أو طبيعية تُستخدم لتحل محل جزء من نظام شامل أو تعمل من خلال التلامس القريب مع النسيج الحي. تم ابتكار المواد ذات المواءمة الحيوية بهدف التفاعل مع الأنظمة البيولوجية لتقييم أي نسيج أو عضو أو وظيفة أي جسم أو علاجه أو زيادته أو استبداله. وتكون المواد الحيوية في العادة غير قابلة للبقاء، ولكنها في بعض الأحيان قد تكون قابلة للبقاء.
تختلف المواد ذات المواءمة الحيوية عن المادة البيولوجية مثل العظم التي يتم إنتاجها بواسطة النظام الإحيائي. فالأوراك الاصطناعية ودعامات الأوعية الدموية والنواظم القلبية الاصطناعية والقساطر كلها مصنوعة من المواد الحيوية المختلفة وتشمل أجهزة طبية مختلفة.
لا يتم تصنيع المواد الطبية الحيوية من الكائنات الحية ولكنها تتمتع بتركيبات وخصائص شبيهة بالتي تنتجها الكائنات الحية. يُوجد طلاء هيدروكسيباتيت الكالسيوم في العديد من الأوراك الاصطناعية المستخدمة كبديل عن العظم التي تسمح بالربط الأسهل بين زرع الأعضاء والعظم الحي.
والوظائفية السطحية قد توفر طريقة لتحويل المادة الخاملة الحيوية إلى جزيئية حيوية أو مادة ذات نشاط بيولوجي عن طريق ربط طبقات البروتين بـالسطح، أو طلاء السطح بتركيبات البيبتيد ذاتية التجميع لتقديم نشاط حيوي وخلية متصلة من المصفوفة 3-D.
توجد أساليب مختلفة لتوظيف المواد الحيوية. تنطبق معالجة البلازما على المواد الخاملة كيميائيًا مثل المبلمرات أو السليكون لتطعيم المجموعات الوظيفية لسطح عملية الزرع. متعددات الأنيدريد هي بوليمرات مستخدمة بنجاح كمواد لتوصيل الدواء.
ينبغي الالتزام بالعناية الشديدة في تحديد المادة الحيوية على أنها ذات مواءمة حيوية لأنها عبارة عن تطبيق محدد. قد لا تكون المادة الحيوية ذات المواءمة الحيوية أو المناسبة لتطبيق واحد غير موائمة حيويًا مع الآخرين.

## وصلات خارجية
- COOK Medical Biomaterials | SIS Technology
- Society for Biomaterials